# Mongu
Mongu és una ciutat capital del districte homònim i de la Província Oest (Zàmbia). Així mateix és la residència del jebe Barotse o lozi, i se la considera la capital de la regió històrica de Barotselàndia. Està situada sobre un petit promontori a uns 30 quilòmetres del riu Zambeze. L'any 2010 es van censar 179.585 habitants.